# Sprzężna anatomiczna
Sprzężna anatomiczna (łac. coniugata anatomica) – wymiar wewnętrzny miednicy; odległość od promontorium, a górnym brzegiem spojenia łonowego; wymiar należący do przestrzeni wchodu miednicy. Wynosi około 11 cm.